# 8 Mile (álbum)
Music from and Inspired by the Motion Picture 8 Mile é o álbum da trilha sonora oficial do filme 8 Mile, lançado no Brasil com o título 8 Mile: Rua das Ilusões, estrelado pelo rapper americano Eminem. Foi lançado em 29 de outubro de 2002 pela gravadora Shady Records. Destaque para a música "Lose Yourself", ganhadora do Oscar de melhor canção.

## Faixas
| #  | Música                     | Produtor(es)                                         | Artistas                    |
| -- | -------------------------- | ---------------------------------------------------- | --------------------------- |
| 1  | "Lose Yourself"            | Eminem                                               | Eminem                      |
| 2  | "Love Me"                  | Eminem                                               | Obie Trice, Eminem, 50 Cent |
| 3  | "8 Mile Road"              | Eminem                                               | Eminem                      |
| 4  | "Adrenaline Rush"          | Red Spyda                                            | Obie Trice                  |
| 5  | "Places to Go"             | Eminem                                               | 50 Cent                     |
| 6  | "Rap Game"                 | Denaun Porter, Eminem                                | D12, 50 Cent                |
| 7  | "8 Miles and Runnin'"      | Eminem                                               | Jay-Z, Freeway              |
| 8  | "Spit Shine"               | Denaun Porter                                        | Xzibit                      |
| 9  | "Time of My Life"          | Dante Ross, John Gamble, Mike Elizondo (co-produção) | Macy Gray                   |
| 10 | "U Wanna Be Me"            | Chucky Thompson, Nas                                 | Nas                         |
| 11 | "Wanksta"                  | John "J-Praize" Freeman, Sha Money XL                | 50 Cent                     |
| 12 | "Wasting My Time"          | Kellin Manning, Martin Pradler                       | Boomkat                     |
| 13 | "R.A.K.I.M."               | Denaun Porter                                        | Rakim                       |
| 14 | "That's My Nigga Fo' Real" | Dante Ross, John Gamble                              | Young Zee                   |
| 15 | "Battle"                   | DJ Premier, Guru (co-produção)                       | Gang Starr                  |
| 16 | "Rabbit Run"               | Eminem, Luis Resto (co-produção)                     | Eminem                      |

| Críticas profissionais                                                      | Críticas profissionais   |
| Avaliações da crítica                                                       | Avaliações da crítica    |
| Fonte                                                                       | Avaliação                |
| --------------------------------------------------------------------------- | ------------------------ |
| allmusic                                                                    | [ 1 ]                    |
| HipHopDX.com                                                                | [ 2 ]                    |
| Entertainment Weekly                                                        | (B-) [carece de fontes?] |
| Esta tabela precisa de ser acompanhada por texto em prosa. Consulte o guia. |                          |

Outras canções do filme 8 Mile:
| Nº | Música                    | Produtor(es)                      | Artistas                  |
| -- | ------------------------- | --------------------------------- | ------------------------- |
| 1  | "Shook Ones Pt. II"       | Mobb Deep                         | Mobb Deep                 |
| 2  | "Juicy"                   | Poke and Tone, Sean "Puffy" Combs | The Notorious B.I.G.      |
| 3  | "Gotta Get Mine"          | Colin Wolfe, Eric Breed, Warren G | MC Breed, 2Pac            |
| 4  | "Feel Me Flow"            | Naughty by Nature                 | Naughty by Nature         |
| 5  | "Player's Ball"           | Organized Noize                   | Outkast                   |
| 6  | "Get Money"               | Ez Elpee                          | Junior M.A.F.I.A.         |
| 7  | "You're All I Need"       | RZA                               | Method Man, Mary J. Blige |
| 8  | "Shimmy Shimmy Ya"        | RZA                               | Ol' Dirty Bastard         |
| 9  | "Bring Da Pain"           | RZA                               | Method Man                |
| 10 | "C.R.E.A.M."              | RZA                               | Wu-Tang Clan              |
| 11 | "Runnin'"                 | Jay Dee                           | The Pharcyde              |
| 12 | "Survival of the Fittest" | Mobb Deep                         | Mobb Deep                 |
| 13 | "Temptations"             | Easy Mo Bee                       | 2Pac                      |

Deluxe Edition: Disco Bônus
| # | Música                         | Produtor(es) | Artistas   |
| - | ------------------------------ | ------------ | ---------- |
| 1 | "Rap Name"                     | Eminem       | Obie Trice |
| 2 | "Stimulate"                    | Eminem       | Eminem     |
| 3 | "'Till I Collapse" (Freestyle) | Eminem       | 50 Cent    |
| 4 | "Gangsta"                      |              | Joe Beast  |
| 5 | "The Weekend"                  |              | Brooklyn   |
| 6 | "California"                   |              | Shaunta    |